# ハファエル・レメス・ドス・サントス
ハファエル・レメス・ドス・サントス（Rafael Lemes Dos Santos、1993年4月1日 - ）は、ブラジル・パラナ州アラポーチ出身の元プロサッカー選手。ポジションはMF。日本での登録名はハファエル。

## 来歴
2008年、SCインテルナシオナルの下部組織に入団。2009年からは育成組織のパラナ・サッカー・テクニカル・センターに所属していた。
2011年4月、アルビレックス新潟よりオファーを受け、5月より練習生としてチームに参加。22日に行われたザスパ草津U-23との練習試合にも出場し、2得点を挙げていた。同年7月13日、新潟にPSTCから期限付き移籍で加入した。なお、来日当初の報道ではラファエル・サントスと紹介されていた。
2012年1月13日、期限付き移籍期間満了により新潟を退団。

## 所属クラブ
- 2008年  SCインテルナシオナル下部組織
- 2009年 - 2015年  パラナ・サッカー・テクニカル・センター
  - 2011年7月 - 12月  アルビレックス新潟（期限付き移籍）
  - 2014年  J・マルセーリ・フチボウ（期限付き移籍）
- 2015年  ウベラーバSC（ポルトガル語版）
- 2016年  パラナ・サッカー・テクニカル・センター
- 2017年  ナシオナウAC（ポルトガル語版）
- 2017年 - 2018年  パラナ・サッカー・テクニカル・センター
- 2019年  ECサント・アンドレ

## 個人成績
| 国内大会個人成績 | 国内大会個人成績 | 国内大会個人成績 | 国内大会個人成績 | 国内大会個人成績 | 国内大会個人成績 | 国内大会個人成績 | 国内大会個人成績 | 国内大会個人成績 | 国内大会個人成績 | 国内大会個人成績 | 国内大会個人成績 |
| 年度             | クラブ           | 背番号           | リーグ           | リーグ戦         | リーグ戦         | リーグ杯         | リーグ杯         | オープン杯       | オープン杯       | 期間通算         | 期間通算         |
| 年度             | クラブ           | 背番号           | リーグ           | 出場             | 得点             | 出場             | 得点             | 出場             | 得点             | 出場             | 得点             |
| 日本             | 日本             | 日本             | 日本             | リーグ戦         | リーグ戦         | リーグ杯         | リーグ杯         | 天皇杯           | 天皇杯           | 期間通算         | 期間通算         |
| ---------------- | ---------------- | ---------------- | ---------------- | ---------------- | ---------------- | ---------------- | ---------------- | ---------------- | ---------------- | ---------------- | ---------------- |
| 2011             | 新潟             | 28               | J1               | 0                | 0                | 0                | 0                | 1                | 1                | 1                | 1                |
| 通算             | 日本             | 日本             | J1               | 0                | 0                | 0                | 0                | 1                | 1                | 1                | 1                |
| 総通算           | 総通算           | 総通算           | 総通算           | 0                | 0                | 0                | 0                | 1                | 1                | 1                | 1                |